# Латиф, Мохаммед
Мохаммед Латиф (23 октября 1909 — 17 марта 1990) — египетский футболист. Выступал за клубы «Замалек» из Египта и «Рейнджерс» из Шотландии, а также за египетскую сборную.

## Биография
Латиф помог египетской сборной попасть на чемпионат мира по футболу 1934, забив три гола в ворота сборной Британского мандата в квалификационном раунде. Он также играл в финальной части турнира в единственном матче Египта против Венгрии.
После чемпионата мира, Латиф по инициативе тренера Египта, шотландца Джеймса Макрея, переехал в Глазго. Он сыграл свой единственный матч в шотландской лиге против «Хиберниан» в 1935/36 сезоне.
В 1936 году он входил в состав египетской сборной, которая играла на олимпийском турнире в Берлине.
После ухода из футбола в 1940-х годах он работал арбитром, отсудил ряд международных матчей. В 1950-х годах Латиф занимал несколько руководящих должностей в Египетской футбольной ассоциации. Он также работал тренером «Замалека» в начале 1960-х годов. Он выиграл Кубок Египта 1962 года.
Латиф был настолько популярен, что его приглашали сниматься в египетских фильмах в роли комментатора футбольных матчей. Среди самых известных из этих фильмов «Незнакомец в моем доме» с Суад Хусни в главной роли, а также фильм «Летом мы должны любить» с Салахом Зульфикаром.